# Westvleteren (plaats)
Westvleteren is een dorp in de Belgische provincie West-Vlaanderen en een deelgemeente van Vleteren. De kern is een lintdorp langs de N321, nabij de Poperingevaart die de deelgemeente scheidt van Oostvleteren. Het geniet vooral zijn bekendheid dankzij het trappistenbier "Westvleteren" uit de Sint-Sixtusabdij. Westvleteren was een zelfstandige gemeente tot aan de gemeentelijke herindeling van 1977.

## Geschiedenis
De naam 'Fleternium' werd voor het eerst vernoemd in de 'Chartularium Sithiense' in het jaar 806. 350 jaar later, in 1076 werd de parochie Vleteren opgesplitst in twee verschillende parochies en in 1197 kwam het patronaatsrecht van de Westvleterse parochie aan de Abdij van Waten.
In 1255 bestond er al een Sint-Sixtuskapel in Westvleteren. Waarin datzelfde jaar een kloostergemeenschap werd gesticht door ene Gertrudis. Deze kloosterlingen vertrokken in 1355 naar Lumbres.
In 1371 kwamen de kloostergebouwen in bezit van de Abdij Onze-Lieve-Vrouw Ten Duinen. Begin 17e eeuw vestigde zich hier een groep kluizenaars. Kluizenaar Gilles de Lattre stichtte er een klooster van de Birgittijnen. In 1783 werd dit klooster, onder Keizer Jozef II, gesloten. De gebouwen werden gesloopt. In 1815 werd een nieuwe kapel gebouwd, waarin zich een kluizenaar vestigde. In 1831 kwamen er trappisten van de Abdij op de Katsberg, die te Westvleteren een aan Sint-Sixtus gewijde priorij stichtten, welke uitgroeide tot de Sint-Sixtusabdij.

## Demografische ontwikkeling
Westvleteren was een zelfstandige gemeente tot aan de gemeentelijke herindeling van 1977.
- Bronnen:NIS, Opm:1831 tot en met 1970=volkstellingen; 1976 = inwoneraantal op 31 december

## Bezienswaardigheden
- De parochie en de kerk zijn gewijd aan Sint-Martinus. De laatgotische Sint-Martinuskerk heeft romaanse delen en is beschermd.
- Op de Belgische militaire begraafplaats van Westvleteren rusten meer dan 1200 Belgische gesneuvelden uit de Eerste Wereldoorlog.
- De Britse militaire begraafplaats Dozinghem Military Cemetery telt 3312 graven uit de Eerste Wereldoorlog.
- De Sint-Sixtusabdij
- De Tempeliershoeve

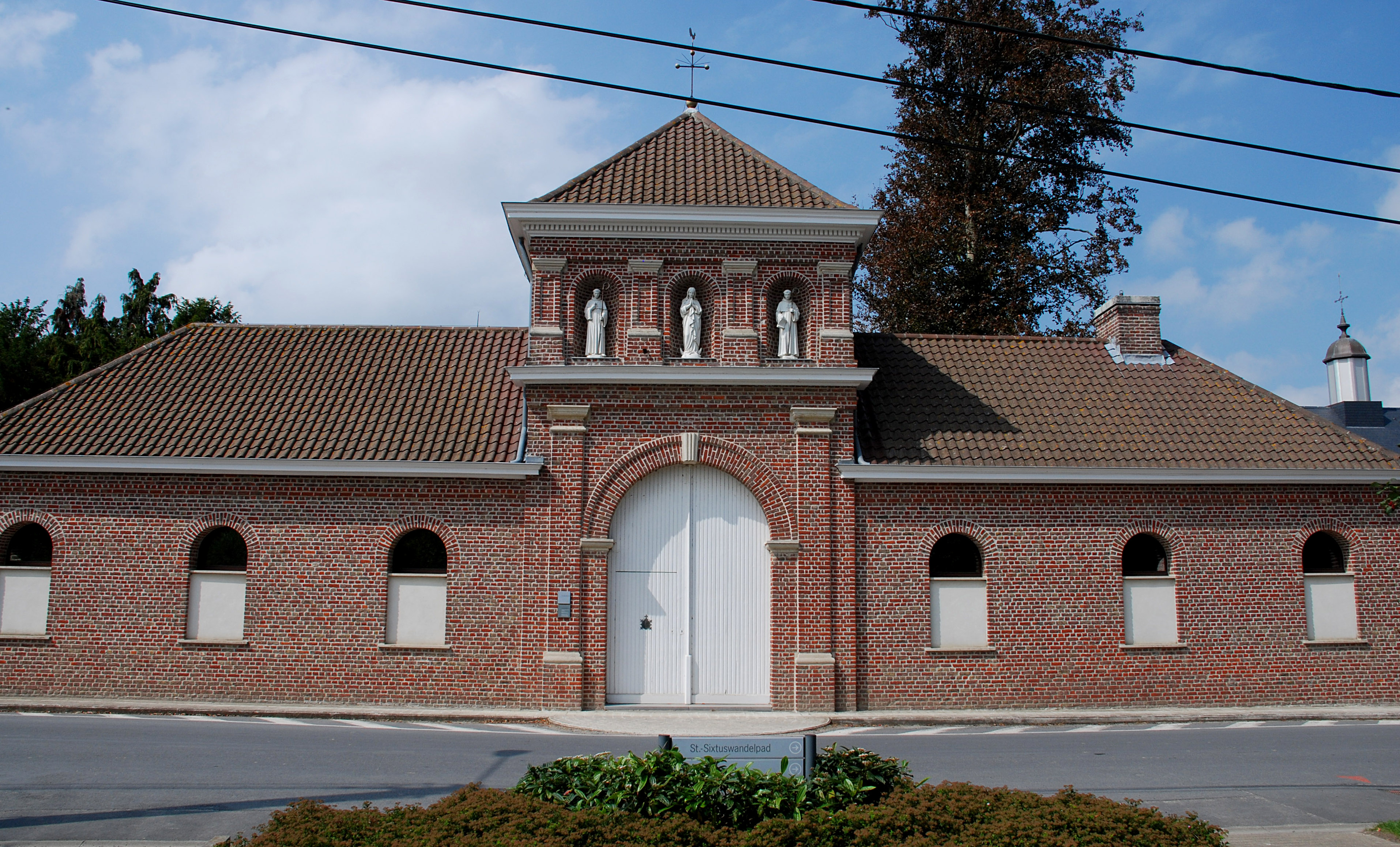
Sint-Sixtusabdij

## Natuur en landschap
Westvleteren ligt in Zandlemig Vlaanderen op een hoogte van ongeveer 5 meter. Het licht golvend landschap heeft een hoogste punt op 24 meter. Ten oosten van Westvleteren loopt de Poperingevaart.
De Bossen tussen Sint-Jan-ter-Biezen en Sint-Sixtusabdij vormen een landschapshistorische ankerplaats.

## Politiek
Westvleteren had een eigen gemeentebestuur en burgemeester tot de gemeentelijke fusie van 1977. Burgemeesters waren:
- 1796-1797: Louis Oustlandt (agent municipal)
- 1797-1798: Antoine Jacques Pleyn (agent municipal)
- 1798-1800: Jean François Butaye (agent municipal)
- 1800: Jean François Butaye (voorlopig burgemeester)
- 1800-1807: Antoine Jacques Pleyn
  - 1807: Jean Corneel De La Leeuwe (dienstdoend)
- 1807-1809: Sebastien Fremault
- 1809-1813: Mathias Jacques Candaele
- 1813-1823: Jean Baptiste Cappoen (1813-1814: dienstdoend)
  - 1823-1824: Philippus Debuyser (dienstdoend)
  - 1824-1825: Joannes Baptiste Cornette (dienstdoend)
- 1825-1838: Pieter Joseph Cappoen
  - 1838: Benedictus Markey (dienstdoend)
- 1838-1873: Jacques Ignatius Cappoen
  - 1873: Benedictus Baes (dienstdoend)
- 1873-1897: Charles Louis Ampoorter
  - 1897-1898: Joannes Baptiste Debreus (dienstdoend)
- 1898-1922: Charles Debergh
- 1922-1923: Louis Vanlierde (1922: dienstdoend)
- 1923-1934: Charles Vandenbussche (1923: dienstdoend)
- 1934-1941: Romain Debergh (1934: dienstdoend)
  - 1941: René Vanbeveren (dienstdoend)
- 1941-1944: Georges Leroy
- 1944-1956: Romain Debergh
  - 1956-1957: René Vanbeveren (dienstdoend)
- 1957-1967: Odile Demeulemeester (1957: dienstdoend)
- 1967-1977: Maurice Delaplace (1967: dienstdoend)

## Nabijgelegen kernen
- Oostvleteren (1,9 km)
- Krombeke (2,4 km)
- Stavele (3,3 km)
- Poperinge (7,5 km)